# J. C. Bamford

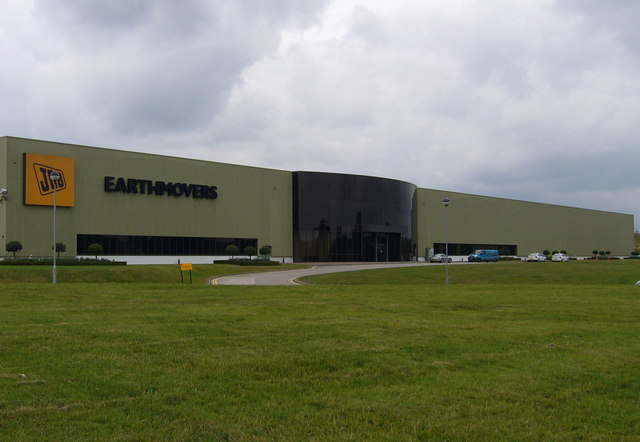
Továrna JCB v Cheadle, Staffordshire

JCB (dříve J C Bamford Excavators Limited) je britská společnost vyrábějící těžkou stavební a manipulační techniku, se sídlem ve městě Rocester, Spojené království. V oboru Výroby stavebních strojů se jedná o třetí největší firmu na světě, která produkuje více než 300 typů strojů, zahrnující bagry, kloubové dampry, rýpadla, rýpadlo-nakladače, traktory nebo např. elektrocentrály. Provozuje 18 továren v Asii, Evropě, Severní Americe a Jižní Americe, a její produkty se prodávají ve více než 150 zemích světa.